# Wilhelm Henzen

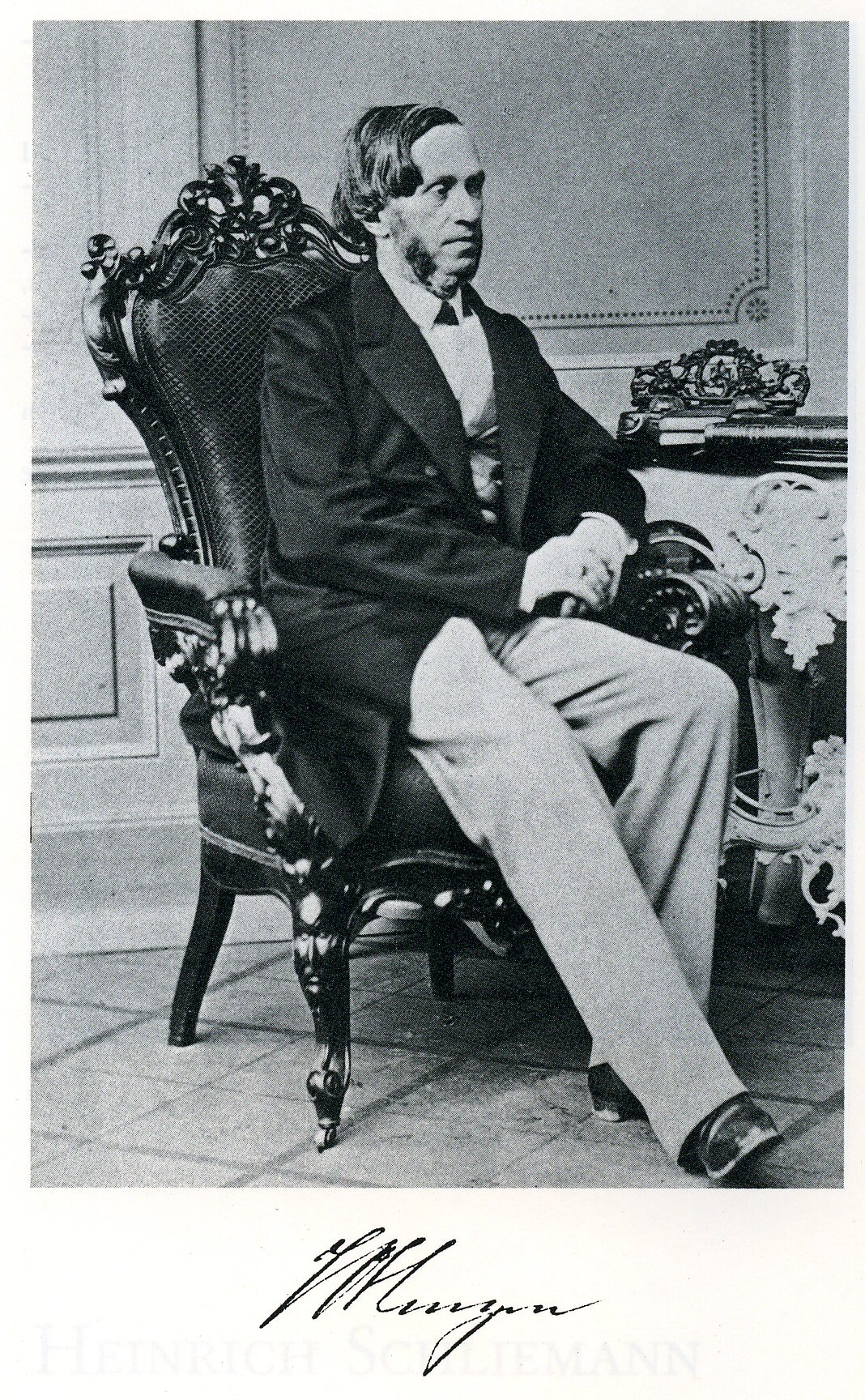
Wilhelm Henzen, um 1863

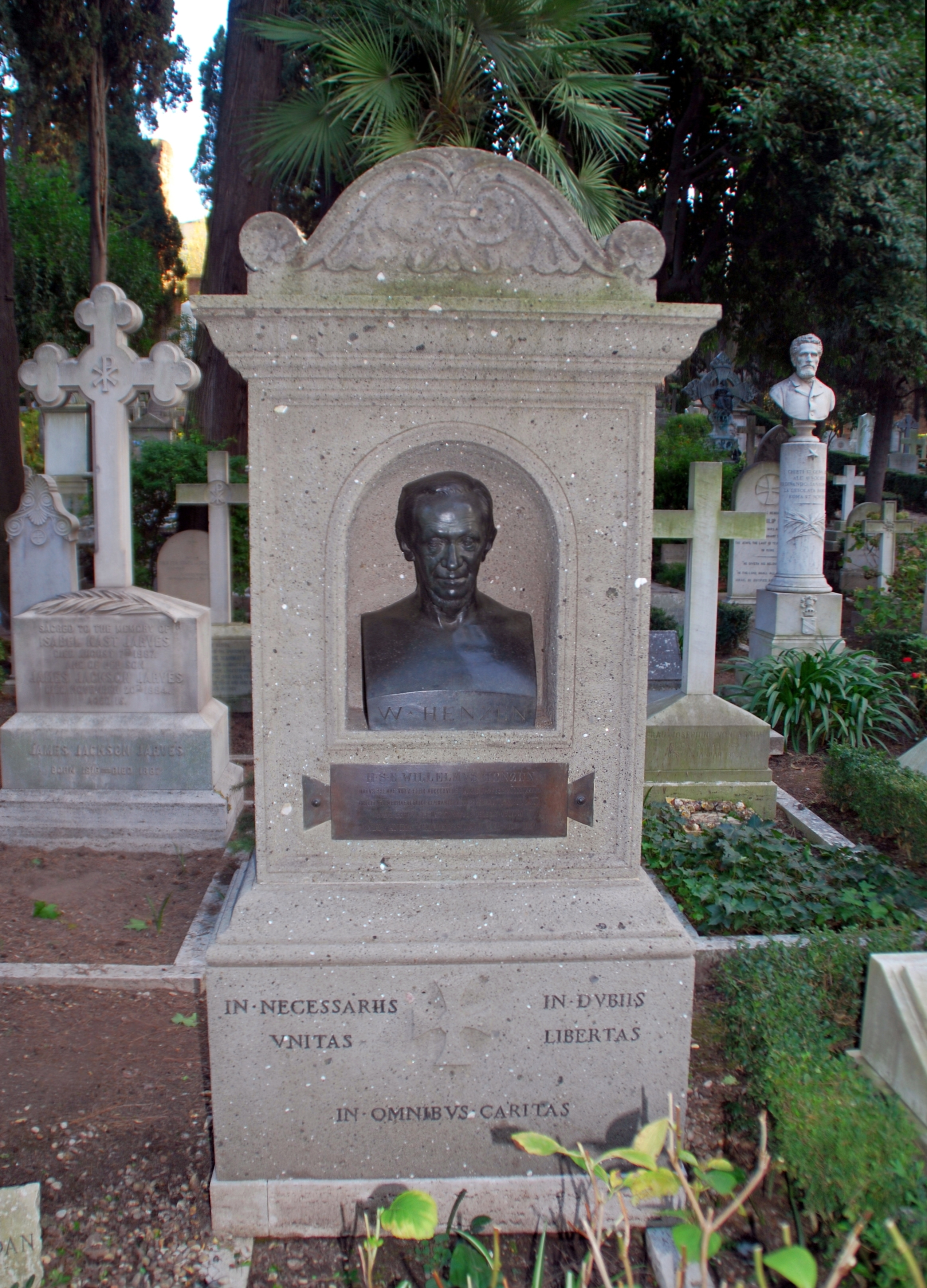
Grab Henzens auf dem Protestantischen Friedhof von Rom.

Johann Heinrich Wilhelm Henzen (* 24. Januar 1816 in Bremen; † 27. Januar 1887 in Rom) war ein deutscher Philologe, Epigraphiker und Archäologe.

## Leben
Henzen wurde in Bremen als Sohn des Kaufmanns Christian Georg Eberhard Henzen (*um 1785) und dessen Ehefrau Susanne Elisabeth Graf (um 1784–1822) geboren.
Da die Eltern früh verstarben wurde Henzen zusammen mit seinem Bruder Georg Carl Henzen, dem Vater des Dichters Wilhelm Henzen, bei einfachen Leuten großgezogen. 1836 legte er in Bremen sein Abitur ab.
Wilhelm Henzen studierte von 1836 bis 1840 an den Universitäten Bonn und Berlin Philologie und wurde 1840 mit einer Arbeit über Polybios promoviert. Er reiste nach Paris und London und anschließend zu archäologischen Forschungen nach Italien und Griechenland. 1843 wurde er zweiter, nach Emil Brauns Tod 1856 erster Sekretär des Deutschen Archäologischen Instituts in Rom – ein Amt, das er bis zu seinem Tod innehatte.
1844 heiratete er hier die aus Güstrow stammende Auguste Francke (1817–1869), eine Tochter des Superintendenten Heinrich Francke (1766–1838) und Schwester der Malerin Pauline Steinhäuser und des Schriftstellers Heinrich Friedrich Francke. Die Ehe blieb kinderlos.
Zahlreiche Ehrungen wurden ihm zuteil, u. a. war er seit 1853 korrespondierendes Mitglied der Königlich-Preußischen Akademie der Wissenschaften, seit 1860 der Russischen Akademie der Wissenschaften in Sankt Petersburg und seit 1876 Mitglied der Accademia dei Lincei.
Henzen hat sich besonders um die lateinische Epigraphik hochverdient gemacht. Nach diversen Einzelstudien veröffentlichte er 1856 einen Supplementband zu Johann Caspar von Orellis Inscriptionum latinarum collectio. Er war mit Theodor Mommsen und Giovanni Battista de Rossi seit 1853 Mitglied der Hauptredaktion für das von der Berliner Akademie herausgegebene Corpus Inscriptionum Latinarum. Henzen sammelte die stadtrömischen Inschriften und gab für den ersten Band, der die Inschriften bis zum Tod Gaius Iulius Caesars enthielt, die fasti consulares und Triumphalakten heraus. Zusammen mit Eugen Bormann und Christian Hülsen war er Herausgeber der Teile 1 bis 3 und 5 des 6. Bandes mit den stadtrömischen Inschriften der Kaiserzeit (1876 ff.). Außerhalb des Corpus veröffentlichte Henzen die Akten der Fratres Arvales, außerdem viele Beiträge zu Zeitschriften und Sammelwerken, besonders zu dem Bullettino und den Annali des Archäologischen Instituts sowie zu der Ephemeris epigraphica. Corporis inscriptionum latinarum supplementum.

## Schriften
- Bd. 6 des Corpus Inscriptionum Latinarum, Berlin 1876 ff.
- Supplementband zu Orellis Inscriptionum latinarum collectio, Zürich 1856. (Digitalisat)
- Scavi nel bosco dei fratelli Arvali. Tiberina, Rom 1868. (Digitalisat)
- Acta fratrum arvalium quae supersunt restituit et illustravit Guil. Henzen. Accedunt fragmenta fastorum in luco arvalium effossa. Reimer, Berlin 1874. (Digitalisat)